# Monument au marquis de Guadiaro
Monumento al Marqués de Guadiaro
Le Monument au marquis de Guadiaro (en espagnol : Monumento al Marqués de Guadiaro) est un buste monumental situé dans le parc de Malaga, en Andalousie.

## Présentation
Son auteur est le sculpteur Mateu Fernández de Soto. L'œuvre est inaugurée en 1906.